# Settimo Vittone
Settimo Vittone (piemontiul: Ël Seto Viton) egy olasz község a Piemont régióban, Torino megyében.